# Kanton Crèvecœur-le-Grand
Der Kanton Crèvecœur-le-Grand war bis 2015 ein französischer Kanton im Arrondissement Beauvais, im Département Oise und in der Region Picardie; sein Hauptort war Crèvecœur-le-Grand. Vertreter im Generalrat des Départements war zuletzt von 2004 bis 2015 André Coët.
Der Kanton Crèvecœur-le-Grand war 153,54 km² groß und hatte (1999) 6965 Einwohner, was einer Bevölkerungsdichte von 45 Einwohnern pro km² entsprach. Er lag im Mittel 150 Meter über dem Meeresspiegel, zwischen 67 Meter in Croissy-sur-Celle und 187 Meter in Le Crocq.

## Gemeinden
Der Kanton bestand aus 20 Gemeinden:
| Gemeinde                 | Einwohner Jahr | Fläche km² | Bevölkerungsdichte | Code INSEE | Postleitzahl |
| ------------------------ | -------------- | ---------- | ------------------ | ---------- | ------------ |
| Auchy-la-Montagne        | 540 (2013)     | –          | – Einw./km²        | 60026      | 60360        |
| Blancfossé               | 133 (2013)     | –          | – Einw./km²        | 60075      | 60120        |
| Catheux                  | 116 (2013)     | –          | – Einw./km²        | 60131      | 60360        |
| Choqueuse-les-Bénards    | 108 (2013)     | –          | – Einw./km²        | 60153      | 60360        |
| Conteville               | 83 (2013)      | –          | – Einw./km²        | 60161      | 60360        |
| Cormeilles               | 432 (2013)     | –          | – Einw./km²        | 60163      | 60120        |
| Crèvecœur-le-Grand       | 3.505 (2013)   | –          | – Einw./km²        | 60178      | 60360        |
| Le Crocq                 | 189 (2013)     | –          | – Einw./km²        | 60182      | 60120        |
| Croissy-sur-Celle        | 305 (2013)     | –          | – Einw./km²        | 60183      | 60120        |
| Doméliers                | 235 (2013)     | –          | – Einw./km²        | 60199      | 60360        |
| Fontaine-Bonneleau       | 268 (2013)     | –          | – Einw./km²        | 60240      | 60360        |
| Francastel               | 464 (2013)     | –          | – Einw./km²        | 60253      | 60480        |
| Le Gallet                | 169 (2013)     | –          | – Einw./km²        | 60267      | 60360        |
| Lachaussée-du-Bois-d’Écu | 214 (2013)     | –          | – Einw./km²        | 60336      | 60480        |
| Luchy                    | 614 (2013)     | –          | – Einw./km²        | 60372      | 60360        |
| Maulers                  | 276 (2013)     | –          | – Einw./km²        | 60390      | 60480        |
| Muidorge                 | 132 (2013)     | –          | – Einw./km²        | 60442      | 60480        |
| Rotangy                  | 205 (2013)     | –          | – Einw./km²        | 60549      | 60360        |
| Le Saulchoy              | 100 (2013)     | –          | – Einw./km²        | 60608      | 60360        |
| Viefvillers              | 179 (2013)     | –          | – Einw./km²        | 60673      | 60360        |

## Bevölkerungsentwicklung
| 1962 | 1968 | 1975 | 1982 | 1990 | 1999 | 2007 |
| ---- | ---- | ---- | ---- | ---- | ---- | ---- |
| 5170 | 5876 | 5885 | 5939 | 6440 | 6965 | 7559 |